# Пяскі-Шляхецькі
Пяскі-Шляхецькі (пол. Piaski Szlacheckie) — село в Польщі, у гміні Гошкув Красноставського повіту Люблінського воєводства.
Населення — 324 особи (2011).
У 1975-1998 роках село належало до Замойського воєводства.

## Демографія
Демографічна структура станом на 31 березня 2011 року:
|          | Загалом | Допрацездатний вік | Працездатний вік | Постпрацездатний вік |
| -------- | ------- | ------------------ | ---------------- | -------------------- |
| Чоловіки | 153     | 23                 | 108              | 22                   |
| Жінки    | 171     | 19                 | 93               | 59                   |
| Разом    | 324     | 42                 | 201              | 81                   |